# Women’s March on Washington

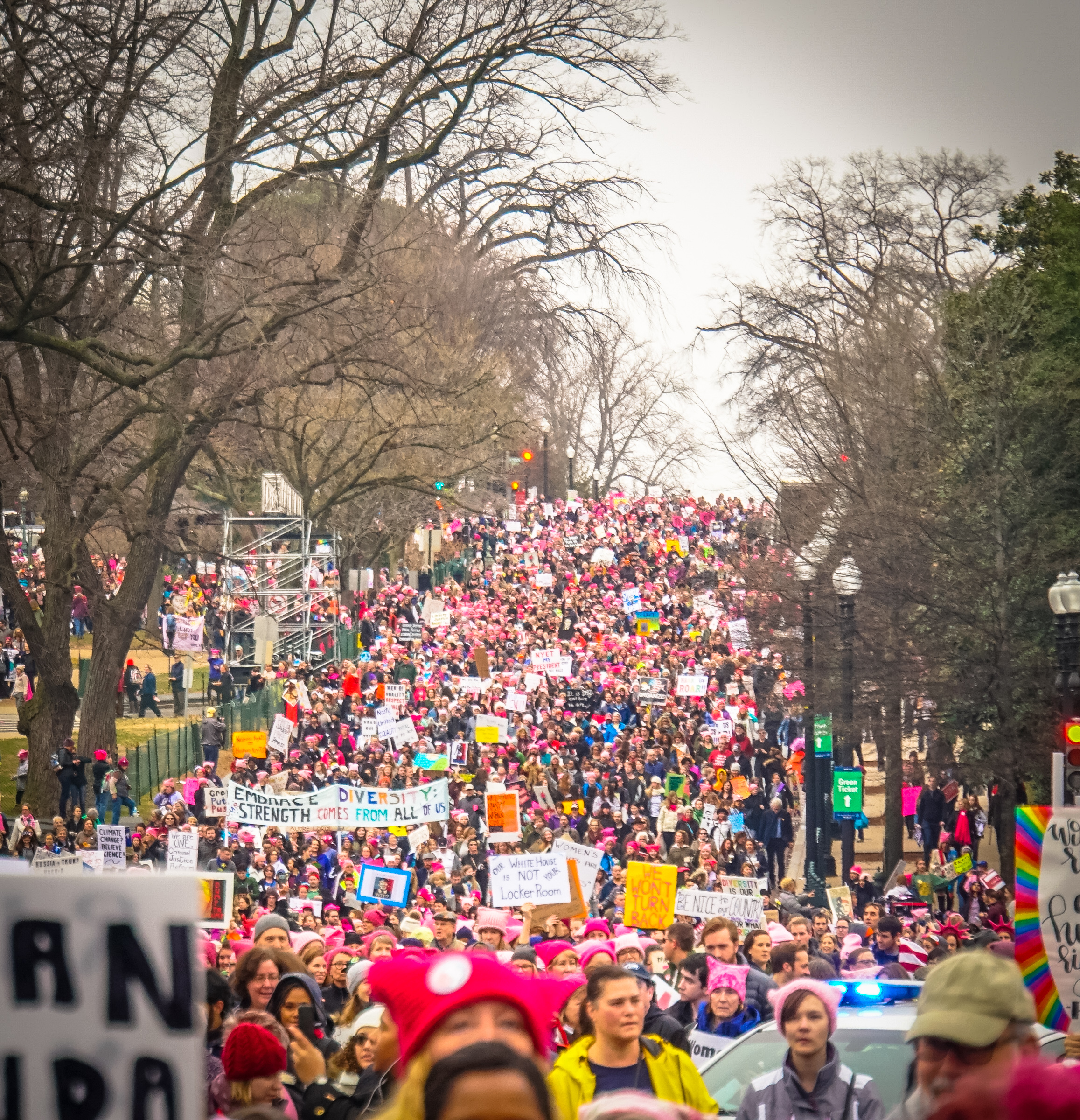
Teilnehmer des Women’s March

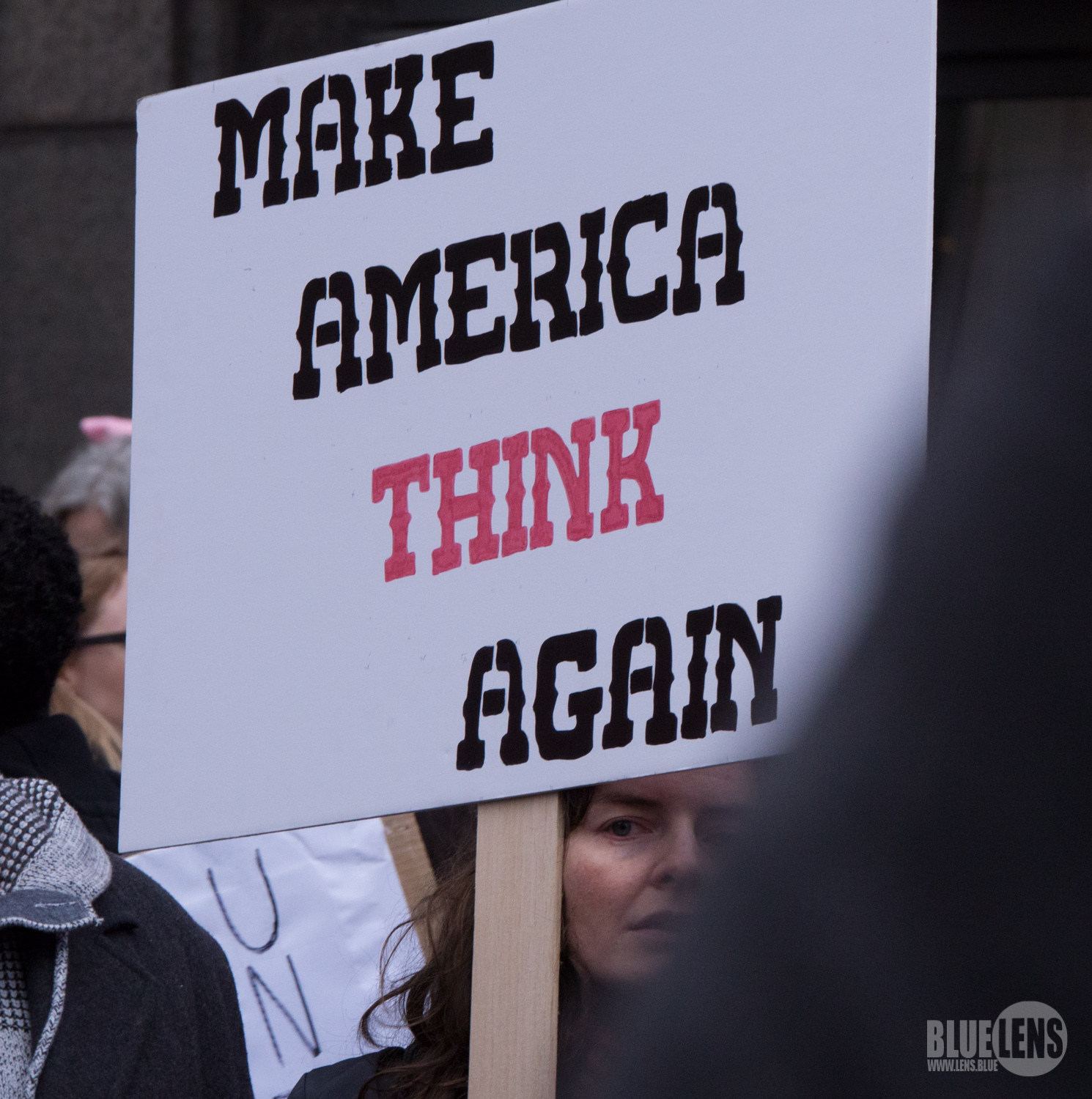
Transparent, das auf Trumps Wahlkampfslogan „Make America great again“ anspielt („Make America think again“, „Bringe Amerika wieder zum Nachdenken“)

Der Women’s March on Washington war ein Protestmarsch für Frauen- und Menschenrechte in Washington, D.C. am 21. Januar 2017, dem ersten Tag nach der Amtseinführung von Donald Trump. Neben dem Marsch in Washington fanden Solidaritätsmärsche (Sister Marches) in anderen US-amerikanischen Großstädten und in zahlreichen anderen Ländern statt. Charakteristisch waren die von den Demonstrierenden getragenen „pussy hats“.

## Hintergrund
Der Marsch wurde nach der Präsidentschaftswahl 2016 auf Facebook initiiert. Weil sie die Reden Donald Trumps als polarisierend, rassistisch und misogyn empfand, erstellte die Hawaiianerin Teresa Shook am 9. November 2016 ein Facebook-Event, in dem sie zu einem Protestmarsch aufrief. Bald darauf folgten weitere ähnliche Events, für die sich Tausende von Frauen anmeldeten. Aus diesen Aufrufen entstand das offizielle Women’s-March-on-Washington-Event. Später übernahm ein Team von fünf Frauen die Organisation: Vanessa Wruble, Tamika D. Mallory, Carmen Perez, Linda Sarsour und Bob Bland.
Die Organisatorinnen wiesen darauf hin, dass der Marsch sich nicht gegen Trump richte, sondern sich proaktiv für Frauenrechte einsetze und außerdem Stellung für soziale Gerechtigkeit und Menschenrechte beziehe.
Ursprünglich wurde der Marsch als „Million Women March“ bezeichnet. Der Name wurde jedoch geändert, da er an den „Million Women March“ in Philadelphia 1997 erinnerte, an dem Hunderttausende schwarzer Frauen teilgenommen hatten.
Mehr als 23 Organisationen haben einen First Amendment Permit für Demonstrationen in der Inaugurationswoche beantragt.

## Durchführungsort

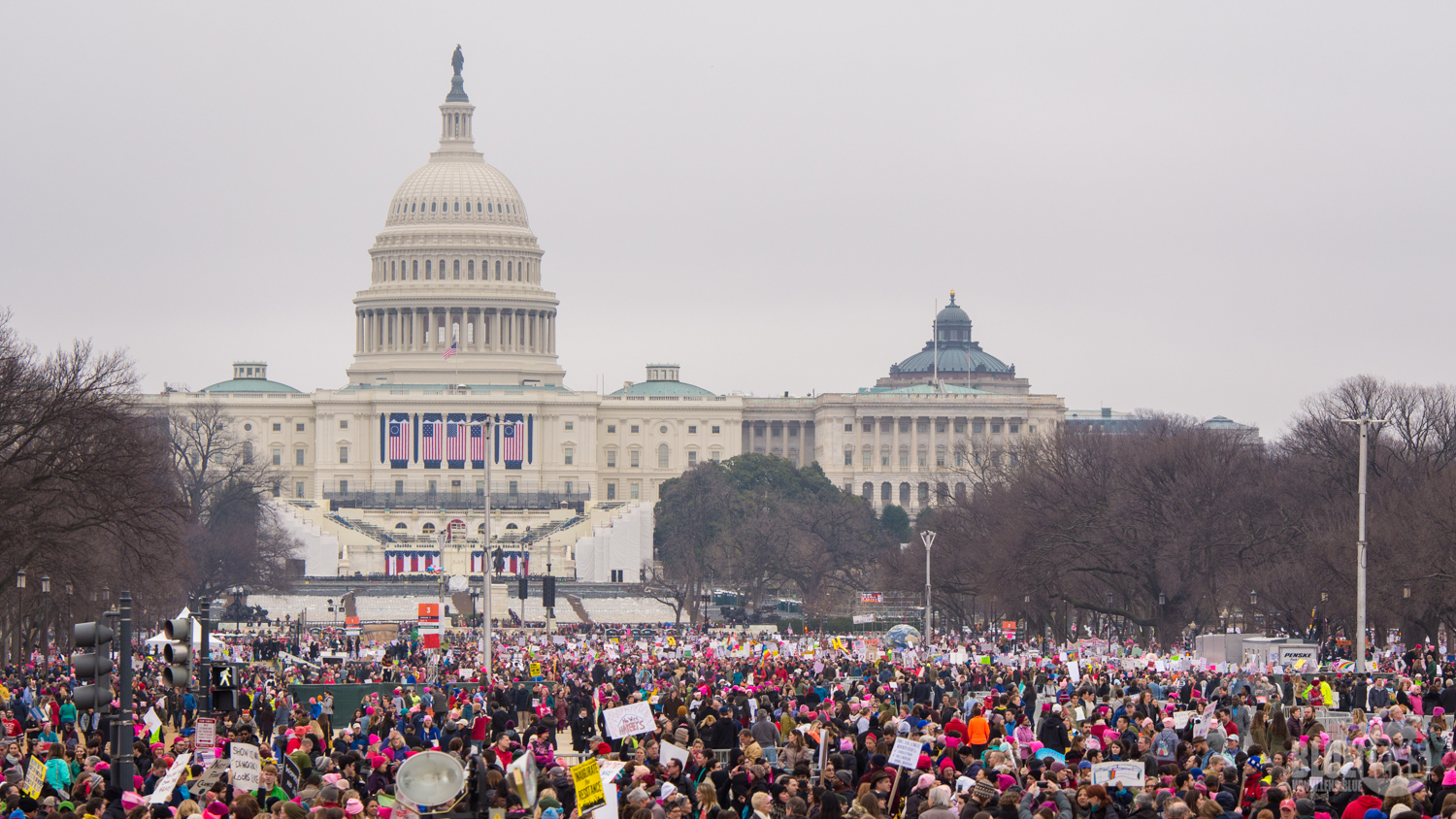
Women’s March in Washington

Die Organisatorinnen wollten den Marsch ursprünglich entlang der Route des Marsches auf Washington für Arbeit und Freiheit durchführen, an welchem Martin Luther King seine berühmte I-Have-a-Dream-Rede hielt. Der National Park Service erteilte aber keine Bewilligung für das Lincoln Memorial, da für die Inauguration und andere Organisationen bereits Bewilligungen erteilt worden waren. Anfang Dezember wurde bekanntgegeben, dass der Marsch auf der Independence Avenue an der südwestlichen Ecke des Kapitols beginnen und entlang der National Mall stattfinden werde.

## Organisatorinnen
Die vier Vorsitzenden des Organisationskomitees waren Linda Sarsour, Direktorin der Arab American Association of New York, Bob Bland, eine Modedesignerin, Tamika  Mallory, die ehemalige Direktorin des National Action Network, und Carmen Perez, Direktorin der Aktivistengruppe The Gathering for Justice. Vanessa Wruble, Mitgründerin und Ko-Präsidentin von Okayafrica, ist Kampagnenleiterin. Gloria Steinem und Harry Belafonte waren Ehrenvorsitzende.
Donald Trump kündigte während seiner Kampagne an, Planned Parenthood („Geplante Elternschaft“) die Finanzierung zu entziehen, solange die Organisation Abtreibungen durchführe. Planned Parenthood unterstützte den Marsch und steuerte Personal und Knowhow bei der Planung der großen Demonstration bei. Laut Präsidentin Cecile Richards sollte der Marsch ein klares Zeichen an die zukünftige Regierung senden, dass „Millionen von Menschen sich gegen Angriffe auf die reproduktive Gesundheitsfürsorge, Abtreibungsdienste und den Zugang zu Planned Parenthood zur Wehr setzen“ würden. Die Organisatorinnen äußerten die Hoffnung, dass die Protestierenden auch nach dem Marsch Trump und den republikanisch dominierten Kongress daran hindern würden, der Organisation die staatliche Förderung in Millionenhöhe zu streichen, und wiesen darauf hin, wie wichtig es sei, auch nach der Demonstration lokal aktiv zu bleiben.

## Partnerschaften
Ende Dezember teilten die Organisatorinnen mit, dass mehr als 100 Organisationen ihre Hilfe während des Marsches zugesichert hätten und ihn auf ihren Social-Media-Plattformen unterstützen würden. Unter diesen Partnern waren Amnesty International USA, die Mothers of the Movement, das National Center for Lesbian Rights, die National Organization for Women (NOW), MoveOn.org, Human Rights Watch, Code Pink, Black Girls Rock, NAACP, das American Indian Movement und Oxfam.

## Verlauf

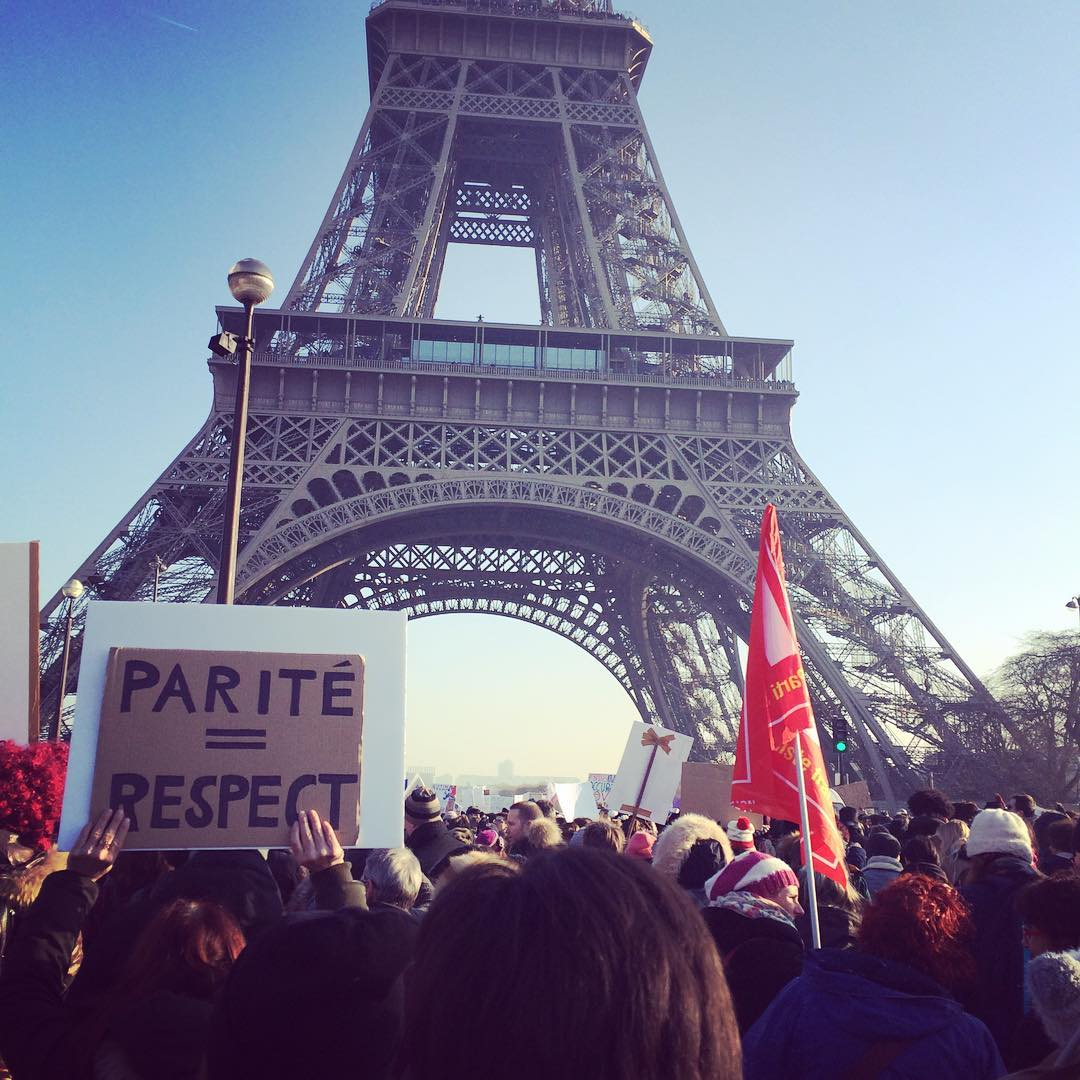
Women’s March in Paris

In Washington versammelten sich etwa eine halbe Million Menschen (nach Veranstalter-Angaben 700.000, nach Angaben des US-Nachrichtensenders  CNN landesweit über eine Million), das wären mehr Teilnehmende als beim bis dahin geltenden Rekord bei der Demonstration gegen den Vietnam-Krieg 1969.
Weltweit fanden rund 670 entsprechende Demonstrationen statt, so auch z. B. in Amsterdam, London, Paris, Rom, Vancouver oder Wien, in den USA außerdem z. B. in Boston, Chicago, Denver, Los Angeles (mit Barbra Streisand), New Orleans, New York, San Diego, San Francisco, in Deutschland in Berlin, Frankfurt, Heidelberg und München. Dabei sollen sich insgesamt zwei Millionen Menschen weltweit beteiligt haben, vor allem Frauen.

## Teilnahme, Ansprachen

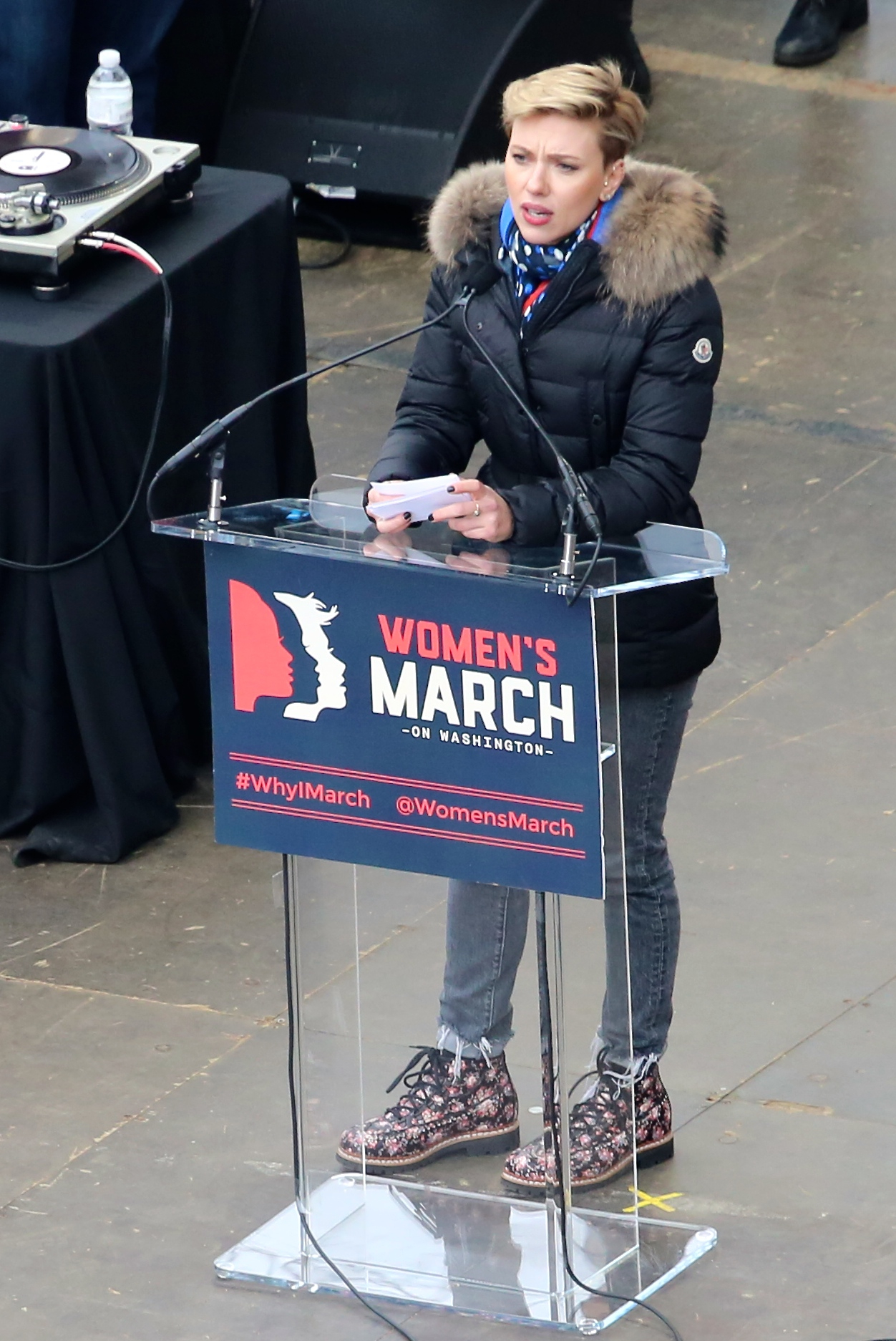
Scarlett Johansson auf dem Women’s March on Washington

Prominente wie Samantha Bee, Amy Schumer und Olivia Wilde beabsichtigten, am Marsch teilzunehmen, die Sängerinnen Alicia Keys und Cher sowie die Schauspielerin Whoopi Goldberg und die Künstlerin und Sängerin Yoko Ono gehörten zu den Teilnehmerinnen.
Vor dem Marsch über die National Mall zum Weißen Haus traten mehrere Politiker, Stars und Aktivisten auf, so die Künstlerin und Sängerin Madonna, der Filmregisseur Michael Moore, Washingtons Bürgermeisterin Muriel Bowser, die Bürgerrechtlerin, Philosophin, Humanwissenschaftlerin und Schriftstellerin Angela Davis, die Feministin, Journalistin und Frauenrechtlerin Gloria Steinem, Ilyasah Shabazz, die Tochter des Bürgerrechtlers Malcolm X, Maryum Ali, die Tochter des Boxers Muhammad Ali, und die Schauspielerinnen Scarlett Johansson und Ashley Judd. Letztere bezog sich in ihrem Redebeitrag auf Trumps Verunglimpfung seiner Konkurrentin Clinton als „nasty woman“, also als „böse“ bzw. „widerliche“ Frau, und meinte:

„Ich bin nicht so böse wie Rassismus, Betrug, Interessenskonflikte, Homophobie, sexuelle Nötigung, Transphobie, weiße Vorherrschaft, Frauenfeindlichkeit, Ignoranz, Privilegien von Weißen. Ich bin nicht so böse wie die eigene Tochter als Lieblings-Sexsymbol zu benutzen. […] Aber ich bin eine böse Frau – wie meine Großmütter, die Kämpfe geführt haben, damit ich wählen kann. Ich bin böse wie der Kampf für gleiche Löhne. Wir sind nicht hier, um verspottet zu werden, wir sind hier um respektiert zu werden. Wir sind hier, um böse zu sein.“

Die unterlegene demokratische Präsidentschaftskandidatin Hillary Clinton dankte den Teilnehmern der Demonstration in einem Tweet für ihr Engagement für „unsere Werte“, dies sei so wichtig wie nie.

## Symbole

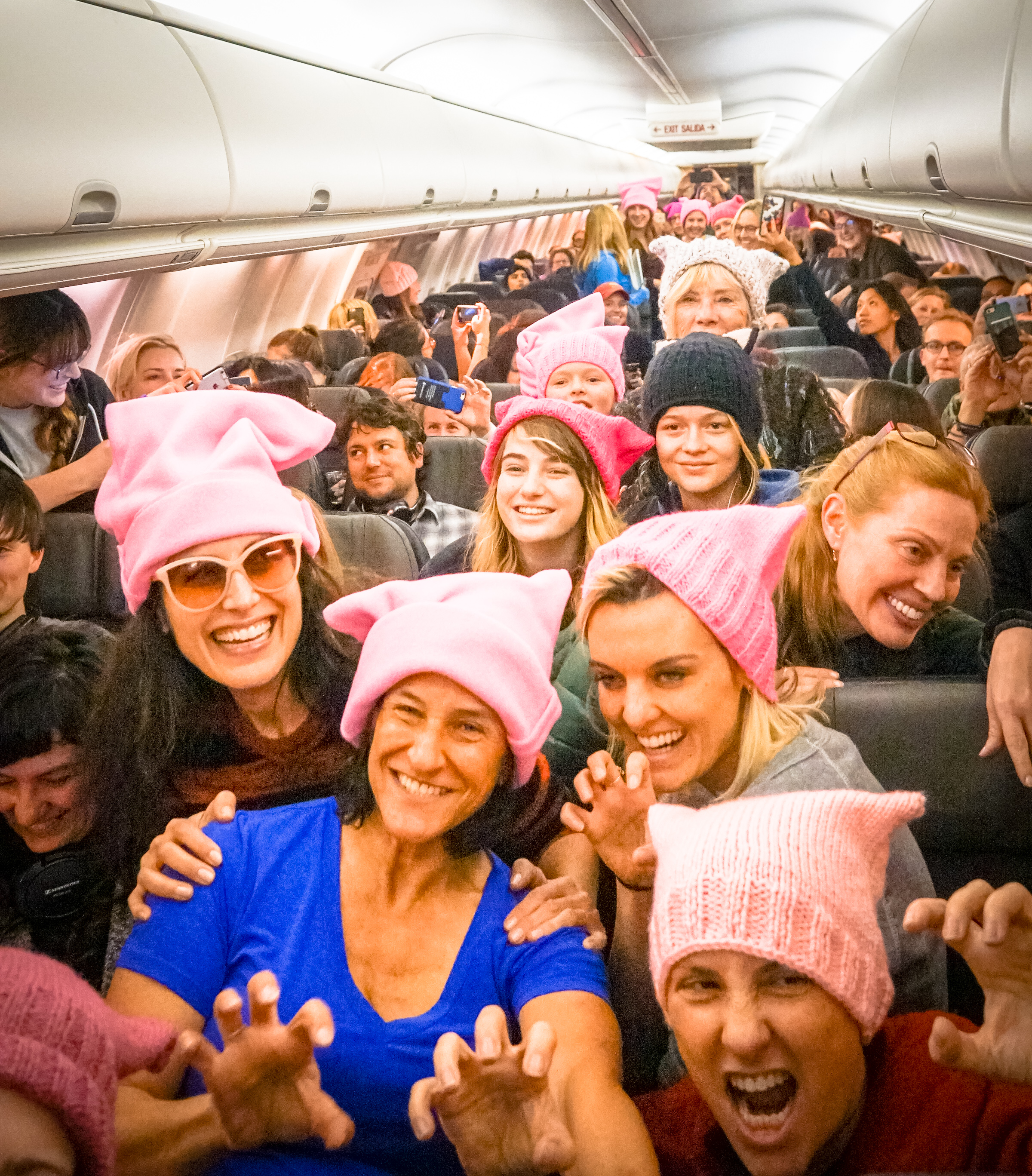
Frauen mit Pussyhats und passenden Gesten in einem Flugzeug nach Washington

Bei dem Marsch waren viele selbstgestaltete Symbole zu sehen, die häufig mit den Bedeutungen von Pussy spielten und damit auf Trump-Äußerungen Bezug nahmen. Ein viel gezeigtes Symbol war eine – meist pinkfarbene – Mütze mit Zipfeln rechts und links, die Katzenohren andeuten, der Pussyhat. Solche Mützen wurden im Vorfeld des Marsches in hohen Stückzahlen von Aktivistinnen gestrickt oder gehäkelt. Singer-Songwriterin Fiona Apple lieferte mit Tiny Hands einen passenden Schlachtgesang.

## Rezeption
Gloria Steinem, die als Ehrenvorsitzende fungiert, schrieb: „Unsere Verfassung beginnt nicht mit ‚Ich, der Präsident.‘ Sie beginnt mit ‚Wir, das Volk.‘ Ich bin stolz darauf, eine von Tausenden zu sein, die nach Washington kommen, um deutlich zu machen, dass wir weiterhin für eine Demokratie arbeiten, in der wir als Menschen miteinander verbunden sind und nicht aufgrund von Rasse, Geschlecht, Klasse oder irgendeinem anderen Etikett bewertet werden.“
Laut Marcia Chatelain, Professorin am Center for Social Justice Research, Teaching, & Service an der Georgetown University, hänge der Erfolg des Marsches davon ab, in den folgenden Wochen und auch längerfristig den Schwung aufrechtzuerhalten. Auch der Historiker Michael Kazin betonte die Wichtigkeit einer langfristigen Strategie.
Kritiker des Marsches waren der Ansicht, er habe wenig Aussicht auf Erfolg, weil seine politischen Ziele unklar oder verfehlt seien. Zudem wurde kritisiert, dass Linda Sarsour den Marsch mitorganisierte. Die Hidschāb-tragende Aktivistin könne als Verteidigerin der Scharia nicht glaubhaft für den Feminismus stehen.
Mehrere Museen und Institutionen wie das National Museum of American History, das Teil der Smithsonian Institution ist, und die New York Historical Society haben direkt nach dem Ereignis Plakate und andere Protestsymbole des Women’s March gesammelt oder dazu aufgerufen, diese abzugeben.
Die Friedrich-Ebert-Stiftung wollte 2018 ihren Menschenrechtspreis dem Women’s March verleihen. Der Arbeitskreis Kritik des Antisemitismus und Jüdische Studien der FES und Stipdentiaten der Stiftung protestierten gegen diese Entscheidung, weil sie den Organisatoren „die Bagatellisierung von Antisemitismus, den Ausschluss von Juden und Jüdinnen* und Zionist*innen“ vorwerfen und sie durch wiederholte antisemitische Äußerungen aufgefallen seien. Die Stiftung setzte deshalb die Preisverleihung aus und kündigte an, die Vorwürfe unabhängig prüfen zu lassen. Vor dem Abschluss der Untersuchung teilte Women’s March der Stiftung mit, auf den Preis zu verzichten, worauf 2018 kein Preis vergeben wurde.